# Siniša Branković
Siniša Branković (cyr. Cинишa Брaнковић; ur. 30 stycznia 1979 w Batajnice, Jugosławia) – serbski piłkarz, grający na pozycji pomocnika.

## Kariera piłkarska

### Kariera klubowa
Karierę piłkarską rozpoczął w miejscowej drużynie BSK Batajnica. W 2000 przeszedł do FK Zemun Belgrad, a latem 2003 do ukraińskiego Czornomorcia Odessa. Od 2005 co sezon zmieniał kluby – azerski MKT-Araz İmişli, austriacki Kapfenberger SV, serbski FK Banat Zrenjanin. Latem 2008 wyjechał do Kazachstanu, gdzie bronił barw Kajratu Ałmaty. W 2009 zakończył karierę piłkarską w Żetysu Tałdykorgan.

### Kariera reprezentacyjna
W młodzieżowej reprezentacji Jugosławii pełnił funkcję kapitana drużyny. Wcześniej występował w juniorskiej reprezentacji Jugosławii.